# Carrer de Pàdua (Vilanova i la Geltrú)
El Carrer de Pàdua és una obra de Vilanova i la Geltrú (Garraf) inclosa a l'Inventari del Patrimoni Arquitectònic de Catalunya.

## Descripció
Carrer situat entre la plaça Llarga i la plaça Miró. Té un traçat perpendicular a la línia de mar. El formen edificis entre mitgeres, generalment de planta baixa i dos pisos que, tot i ser diferents en estructura i decoració, responen a una tipologia constructiva similar i pròpia del segle xix. Algunes de les construccions presenten interessants portals de pedra que en alguns casos són de grans dimensions.

## Història
El carrer de Pàdua conserva encara la major part dels edificis originals. Les inscripcions de les dates que figuren a les llindes de les portes permeten fer una lectura del procés constructiu del segle xviii i XIX. Apareix la data 1786 al número 21, 1791 al número 13, 1797 al número 40, 1805 al número 16, 1830 al número 27, 1860 al número 28 i 33, 1866 al número 18 i 1882 al número 47.